# John Cassavetes
John Nicholas Cassavetes, född 9 december 1929 i New York i New York, död 3 februari 1989 i Los Angeles i Kalifornien, var en amerikansk skådespelare, manusförfattare och regissör. Han var gift med Gena Rowlands, som ofta medverkade i hans filmer, och far till regissören och skådespelaren Nick Cassavetes.
Cassavetes skapade en amerikansk variant av cinéma vérité med sin innovativa användning av kameran, sin dystra syn på världen och inriktning på improvisation. Filmkritikern Ray Carney har kallat honom "fadern till den amerikanska oberoende filmen" ("the father of American independent film"). Han inledde sin karriär som skådespelare. Han hade många roller först vid teatern och senare i TV, i serier av vilka den mest kända är Johnny Staccato. Hans berömdhet tog form när han gick över till långfilm, till exempel i Brott på gatan av Don Siegel. Men det är framförallt bakom kameran, som regissör, som John Cassavetes skulle utmärka sig. Han gjorde 1961 Skuggor på Manhattan (Shadows), med en amatörtrupp och med sina egna medel. Filmen förde regissören och den amerikanska filmen in på oberoendets väg. I en brytning med Hollywoods filmindustri, som han hade haft en kort och nedslående erfarenhet av, utvecklades hans filmkonst i en stil som var hans egen. Faces, En kvinna under påverkan, Premiärkvällen framhärdar i en oberoende dynamik. Han frigör aktörens spel som han placerar i centrum för sin filmkonst och fokuserar sitt verk på den amerikanska medelklassen. 
Hans filmer visar talangerna hos hans maka Gena Rowlands och många av hans vänner som Peter Falk och Ben Gazzara. Som en filmskapare känd för sin personliga stil som privilegierar aktörens spel, och för sin fria hållning till filmtekniken, kom han att lämna spår hos de följande generationerna amerikanska regissörer.

## Biografi

### Karriärens början
John Cassavetes föddes i New York i en familj av grekiskt ursprung – hans far kom från Pireus och invandrade till USA vid elva års ålder. Han tillbringade en lycklig barndom och frekventerade i sin ungdom biografer i sällskap med sin bror. Han växte upp på Long Island i New York och utbildades vid Blair Academy i New Jersey och Colgate University innan han började studera vid New York Academy of Dramatic Arts. Cassavetes var föga intresserad av högre studier, men med påtryckningar från sina kamrater skrev han in sig för studier i dramatik vid American Academy of Dramatic Arts i början av 1950-talet. Prestigeskolan var redan mycket påverkad av moderna metoder från Actors Studio. Cassavetes spel liksom senare hans regi var influerade av Lee Strasbergs undervisning, däribland kulturen av en nära relation mellan skådespelaren och rollfiguren. Sedan han avslutat sina studier åkte han två år på rundresa och arbetade en tid på Broadway. Vid utgången från en föreställning mötte han en ung skådespelare, Gena Rowlands, som han gifte sig med 1954. Paret kom att få tre barn – Nick, Alexandra och Zoe – vilka alla tre fick en karriär inom filmen.

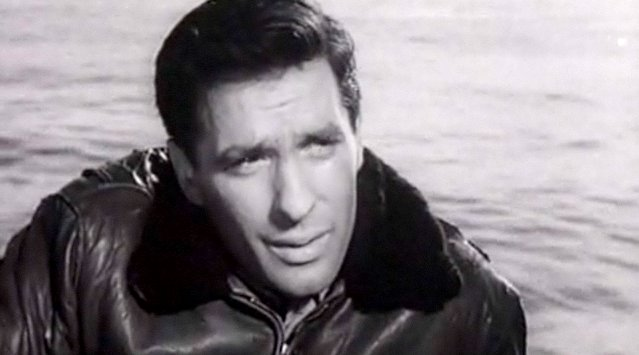
John Cassavetes i trailern för filmen Ingen undkommer (1957).

Skådespelaren Cassavetes övergav ganska snabbt teatern för televisionen. Hans första framträdanden var i stort sett biroller i TV-serier. Han deltog i TV-dramer, däribland de populära The Philco television Playhouse, The Goodyear Television Playhouse samt Kraft Television Theatre som var sändningar (ibland direktsända) av teaterpjäser. Vid denna tid var TV i USA redan ett massmedium. Kedjorna företog sig att visa självproducerade program som kunde få dem att lyfta sig till teaterns och biograffilmens nivå, och att på så sätt få deras prestige. Dessa sändningar bidrog till det som har kallats "The Golden Age of Television" (Televisionens guldålder) i USA och som av vissa sågs som utvalda program i den amerikanska audiovisuella historien. Många skådespelare som senare blivit berömda, som Eli Wallach, Grace Kelly och James Dean, inledde också sin bana där. Dessa produktioner som var anspråksfulla på det professionella planet markerade början på John Cassavetes karriär. Det arbete som han åstadkom där bidrog till hans mognad som skådespelare. Hans samarbete med televisionen och de kontakter som han knöt där var djupare och mer bestående än inom teatern, som han inte återvände till förrän på 1980-talet.
Sedan han blivit upptäckt i en av sina TV-roller gjorde John Cassavetes sin första roll i en långfilm 1956 i Brott på gatan (Crime in the streets) av Don Siegel, senare i Ingen undkommer (Edge of the City) av Martin Ritt tillsammans med Sidney Poitier. Det var vid detta tillfälle som han bekantade sig med filmregi. De två filmerna gav honom en viss berömdhet som senare gav honom anställningar som ofta skulle rädda honom från hans finansiella missräkningar. Samma år öppnade han tillsammans med sin vän Bert Lane en ateljé för teaterundervisning, Variety Arts Studio, i New York. Kurserna var först inriktade mot halvprofessionella, och öppnades senare i stor utsträckning för alla som kom dit. Man gynnade improvisation och grupparbete. Miljön var flitig. Snart prövade John Cassavetes att utmana sin artistiska erfarenhet. Stärkt av sin filmiska erfarenhet i egenskap av skådespelare och stärkt av det arbete som åstadkommits i hans undervisning, beslöt han att gå över till regi, och lämnade ledningen av teaterateljén för att ägna sig åt inspelningen av Skuggor på Manhattan.

### Skuggor på Manhattan

#### Sammanhang, filminspelning

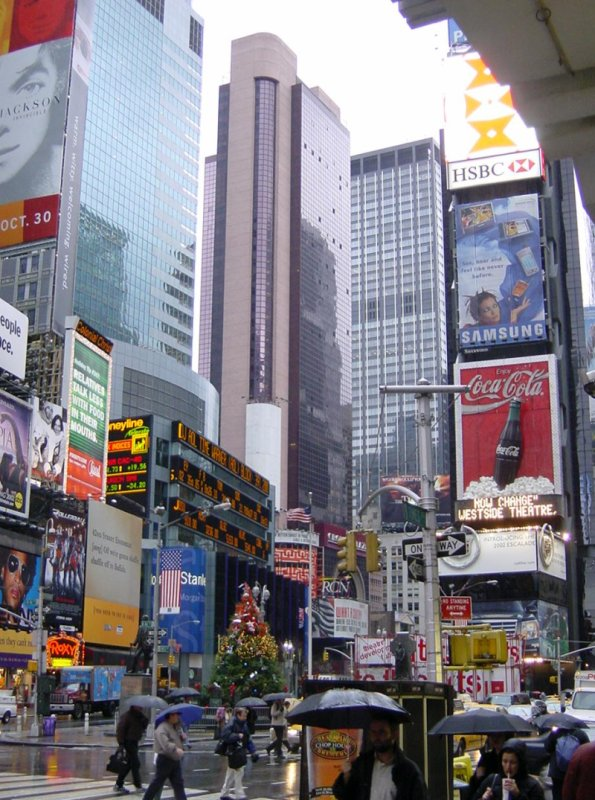
Times Square i New York, dekor till slutscenen i Skuggor på Manhattan. Cassavetes skulle återvända till New York för att spela in Premiärkvällen och Gloria.

John Cassavetes satte igång sin karriär som filmskapare 1958 med ett mästarprov. Skuggor på Manhattan gav honom ett internationellt renommé, framförallt i Europa. Skuggor på Manhattan, och senare Connection av Shirley Clarke, var delar av denna epok där vissa verk med liten budget, inspelade i naturliga omgivningar, med okända skådespelare, plötsligt framträdde för att skriva in sig i marginalen på den amerikanska filmen, som var fylld av tunga och mycket ambitiösa produktioner. Denna nya newyorkska våg gav ny luft åt amerikansk film. Det talades om framväxten av en "ny New York-skola" eller en "cinéma vérité".
Skuggor på Manhattan föddes ur ren spontanitet och improvisation. En kväll 1958 blev John Cassavetes inbjuden till en radiosändning och lanserade en kampanj för fonder för att finansiera en film som han fått idén till under en improvisationssittning som hade ägt rum samma eftermiddag i hans teaterskola. Historien i Skuggor på Manhattan handlar om en liten grupp svarta och blandade ungdomar som möts av rasdiskriminering. Personerna försöker undslippa den sociala klyftan som påtvingas dem av deras hudfärg. I början hade regissören bara en vag intrig i huvudet. Han arbetade två veckor med sina skådespelare på att utarbeta personerna och samtidigt en historia som kom att byggas upp under inspelningen som varade i fyra månader. Skådespelarna improviserade, precis som jazzmusikern Charlie Mingus som gjorde originalmusiken. Cassavetes uppskattade att filmskådespelarna var inskränkta av de markeringar på marken som gjorde det möjligt att övervaka att de befann sig inom rutan och var lämpligt belysta. För att göra aktörernas spel ännu friare avskaffade han markeringarna och ålade kameran att följa skådespelarna i deras rörelser. Regissören tvekade inte heller att införliva personer i det tekniska teamet som inte hade minsta filmteknisk erfarenhet. Al Ruban, som i fortsättningen skulle vara chefsfotograf i flera av hans filmer, hade vid denna tidpunkt inget yrke. Seymour Cassel, framtida huvudrollsinnehavare i flera av Cassavetes filmer, fungerade som alltiallo och blev oförmodat utnämnd till distributör. John Cassavetes räknade framförallt med alla medarbetares engagemang i det kreativa arbetet.
Skuggor på Manhattan innehöll de drag som hädanefter blev karakteristiska i Cassavetes stil: Ett kollektivt arbete, skådespelare fria i sin rörelse, dialoger som utarbetats med utgångspunkt i improvisationer. Denna första film lade dessutom grunderna till filmskaparens senare manuskript. Personerna var män och kvinnor från amerikansk medelklass som förde ett vanligt liv - och i själva verket säger den ordinära rasism som visas av filmen inte sitt namn. Ett annat återkommande element i Cassavetes verk är att det rör sig om en historia utan upplösning. Åskådaren följer personerna under tiden för en episod i deras liv och lämnar dem utan dramatiskt fall, utan omvändning av situationen, utan upplösning. Ben, en av de tre huvudpersonerna i filmen, försvinner helt enkelt på gatorna i New York, med hakan nedkörd i skjortan. Detta är ett slut som bryter med de traditionella epilogerna i amerikansk film.

#### Mottagandet av filmen
Skuggor på Manhattan tog tid att hitta sin publik. Innan det blev en film rörde det sig framförallt om ett experimentellt arbete för regissören, och ingen kommersiell distribution var tänkt. Filmen visades i alla fall i slutet av 1958 på biografen Le Paris i New York. Trots en katastrofal visning enligt regissörens utsago, återgavs händelsen av New York-tidskriften Film Culture som leddes av Jonas Mekas, en kritiker och oberoende regissör som hänfördes av filmen. Samtidigt var John Cassavetes inte nöjd med sitt verk. Han beslöt att återuppta klippningen och gav sig tio dagars extra filminspelning. Han lade till scener och omarbetade historien. Den nya versionen av Skuggor på Manhattan som idag är den enda som kan ses - då den första hade förbjudits av Gena Rowlands, som arvtagare till sin make — bidrog till att ytterligare skuldsätta den unge regissören som väntade sitt första barn — Nick Cassavetes som själv skulle bli regissör. Han gick då med på att spela rollen som privatdetektiv i teveserien Johnny Staccato. Denna produktion som var gjord i den rena film noir-traditionen fick mot hans vilja en viss popularitet. Han regisserade för övrigt själv fem avsnitt och bidrog till att skriva flera manus. 
Skuggor på Manhattan fortsatte sin färd. Tack vare Seymour Cassel, som skickades på resa till Europa för att sälja filmen, visades den först vid National Film Theater i London, sedan vid Cinémathèque française, och fick kritikerpriset Pasinetti vid filmfestivalen i Venedig 1960. han hittade slutligen en brittisk distributör, Lion International Films, som gjorde det möjligt att sprida filmen internationellt.
Den unge regissörens tilltagande anseende intresserade Hollywood och de stora amerikanska filmbolagen som värvade honom för att regissera en ny film. Han lämnade New York för Los Angeles — närmare bestämt Beverly Hills där han slog sig ned med sin familj. Han regisserade två långfilmer för studiorna: Too Late Blues (1961) och Ett väntande barn (A Child Is Waiting) (1963).

### Hollywoodparentesen

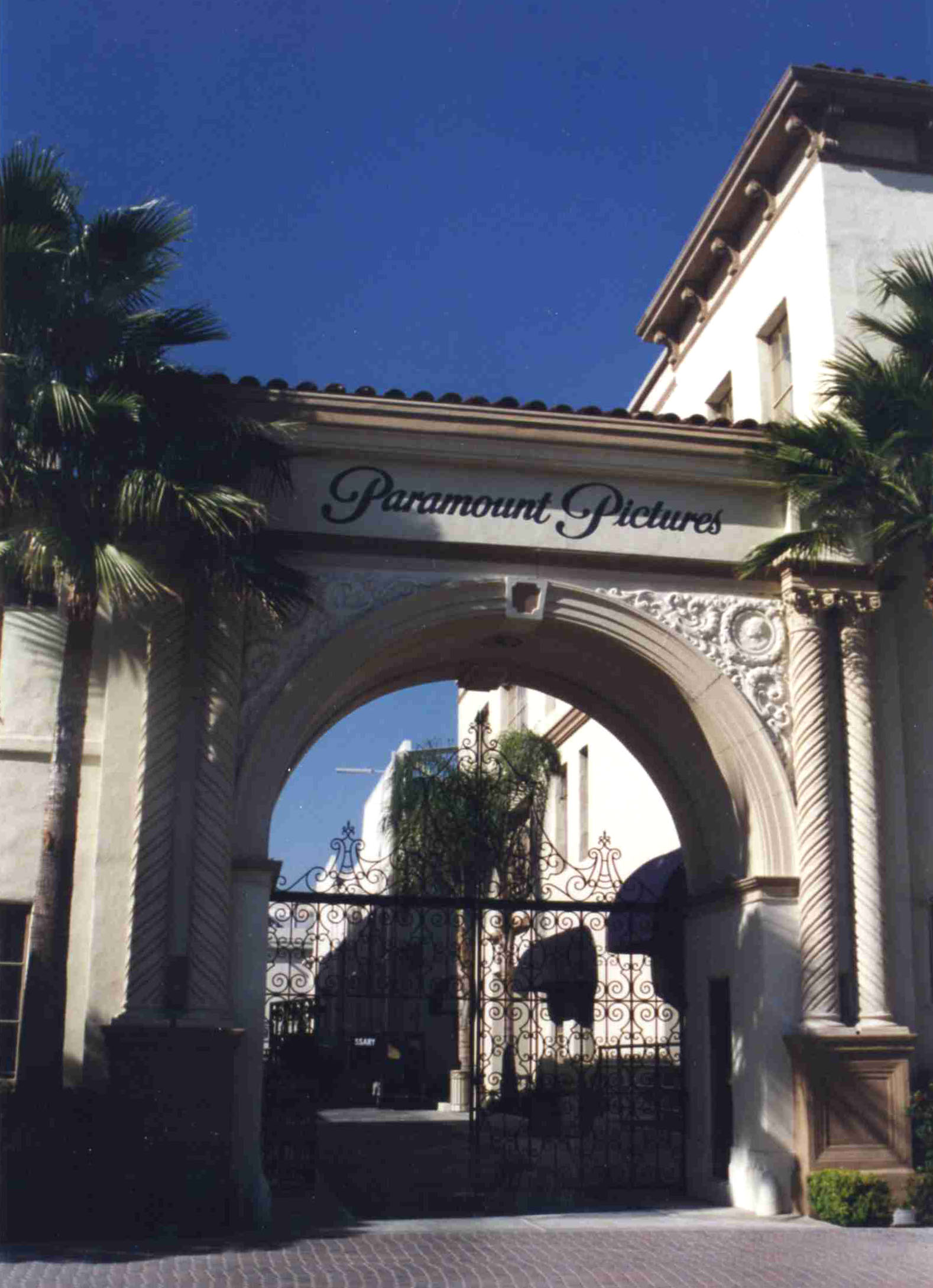
Cassavetes skrev kontrakt för Paramount, ett av de mest berömda amerikanska filmbolagen. Det som kunde ha blivit kulmen på hans karriär blev ett misslyckande. Regissören lyckades inte anpassa sig till Hollywoodindustrin.

Too Late blues, som producerades av Paramount, planerades i mer professionella kretsar, men innebär ändå i vissa avseenden en fortsättning från Skuggor på Manhattan. Cassavetes återvände till temat med jazz och framförandet av den (även några av huvudpersonerna i Skuggor på Manhattan var musiker) liksom tematiken om samhället och individens plats i det. Manuset handlar om en jazzpianists nedgång, från ett liv som ensembleledare, till en exil i förfall och sedan hans återkomst. Filmen skrevs i samarbete med Richard Carr, författare till flera teveserier, däribland Johnny Staccato. Regin är mindre realistisk och mer måttfull än i Cassavetes första verk. Framgången infann sig inte och John Cassavetes misströstade om sitt samarbete med Paramount som självt inte hänfördes av filmen. Regissören uppskattade att han hade behövt dagtinga med Hollywoodadministrationen som var föga tillgänglig, under hela produktionen.
På sommaren 1962 fick John Cassavetes genom sin vän Everett Chambers - som hade spelat i Too Late Blues -, regissera två avsnitt av The Lloyd Bridges Show : A Pair of Boots och My Daddy Can Lick Your Daddy. TV-programmet vilade på komikern Lloyd Bridges, en bemärkt person i televisionen. Denna starka personlighet hade inget mer att bevisa, och manusförfattare och regissörer hade fullt spelrum i utarbetandet av avsnitten. Bland de ämnen som föreslogs för honom valde John Cassavetes att inlåta sig på genrer som uppskattas av Hollywood: en krigsfilm och en boxningsfilm. My Daddy Can Lick Your Daddy framställer en anspråksfull boxare som utmanas i duell av sin egen son. A Pair of Boots utspelas under amerikanska inbördeskriget. De två sidorna, utslitna av konflikten, beslutar att utlysa en vapenvila som avbryts av en sydstatare som försöker stjäla ett par stövlar från den motsatta sidan. John Cassavetes var särskilt nöjd med detta avsnitt. Det belönades dessutom med ett Peabody-pris - ett amerikanskt pris som delades ut årligen från 1948 till teveprogram. Programmet producerades i en miljö som var gynnsam för regissören och utgjorde hans enda positiva erfarenhet från Hollywoodindustrin.
Fortfarande under kontrakt med Paramount förberedde John Cassavetes och Richard Carr en annan långfilm, The Iron Men. Filmens ämne var en flygtropp med svarta soldater under andra världskriget. Sidney Poitier var tänkt för huvudrollen. Burt Lancaster sonderades också. Projektet förtvinade icke desto mindre och fick ett plötsligt slut, liksom Cassavetes relation med storbolaget. År 1963 kontaktades John Cassavetes av Stanley Kramer för United Artists räkning. Stanley Kramer var den karismatiske producenten av Sheriffen av Fred Zinnemann och Myteriet på Caine av Edward Dmytryk, och hade just regisserat Dom i Nürnberg (1962), för vilken han mottog en Golden Globe för bästa regi. Bland skådespelarna i denna superproduktion fanns en plejad kändisar, däribland Burt Lancaster och Judy Garland. De två skådespelarna tog ny värvning hos Kramer, denna gång producent, i Ett väntande barn (A Child is Waiting) som han lät regisseras av John Cassavetes.
Ett väntande barn behandlar temat autism. John Cassavetes gjorde efterforskningar tillsammans med manusförfattaren Abby Mann, besökte institutioner, mötte neuropsykiatriskt funktionsnedsatta barn, föräldrar och experter. Regissören tog sitt arbete mycket till sitt hjärta. När inspelningen var avslutad kastade Stanley Kramer ut honom från klippningen och avslutade filmen i hans ställe. Samarbetet mellan de två männen kom att försämras och Cassavetes tog avstånd från filmen när den gavs ut. Regissören gjorde gällande, om detta ämne, intentioner som var helt och hållet motsatta vilket förklarar hans missnöje med den slutliga versionen. John Cassavetes försökte visa autistiska barn som normala barn som lever i utanförskap på grund av den syn som samhället lägger på dem. Enligt honom bestod filmens och Kramers vision däremot av att bara beskriva autism från samhällets synvinkel och de ansträngningar som görs i institutioner för att anpassa de autistiska till samhället.. Incidenten märkte regissören beständigt och han kunde därefter inte hitta för hårda ord för att beskriva Stanley Kramer och filmen. Denna erfarenhet med storbolagen skulle för övrigt bli föremål för en ännu skarpare avbildning som berättar om de förhållanden han hade haft med Hollywood, i hans verk Mordet på en kinesisk bookmaker (1976). Skådespelaren Ben Gazzara, John Cassavetes alter ego, spelar där en krogchef som, trängd av penningproblem, och för att göra det möjligt för sin krog att överleva, går med på att mörda en bookmaker för maffians räkning.
Regissören skulle definitivt bestämma att frigöra sig från systemet för producera sina egna filmer. Fast besluten att inte längre vädja till kapital som skulle kunna skada hans frihet att skapa, beslöt John Cassavetes att själv producera sina filmer som han hade gjort med Skuggor på Manhattan. De skulle spelas in i familjens hus, eller hans föräldrars eller närståendes. Skådespelarna skulle vara vänner, familjemedlemmar eller amatörer. Efter några uppdrag som skådespelare hade John Cassavetes samlat in tillräckligt med pengar för att göra Faces.
Hans strategi blev att arbeta som skådespelare i större kommersiella filmer och använda pengarna han tjänade där till sina egna filmer. Hans skådespelarinsatser var dock inte enbart rutinarbete, utan flera av hans rollprestationer blev mycket uppskattade. För sin roll i andravärldskrigsfilmen The Dirty Dozen (1967) nominerades han till en Oscar för bästa manliga biroll. En annan betydande roll var i Roman Polańskis Rosemary's Baby (1968) där han spelade Rosemarys make. 
Hans nästa film som oberoende filmskapare var Faces, som utvecklade teman som skulle återkomma i senare filmer. Cassavetes fru Rowlands spelar en av huvudrollerna i filmen, som visar upp ett äktenskap i sakta sönderfall. Faces blev en framgång både bland kritiker och ekonomiskt och fick två oscarsnomineringar (för bästa manliga respektive kvinnliga biroll). 
Efter Faces kunde Cassavetes koncentrera sig mer på sitt regiarbete. Han kunde nu göra filmer inom studiosystemet men ändå behålla kontrollen över sitt verk. Filmen Äkta män (1970) handlar om tre män som flyr undan sina äktenskap för några småsynder. Huvudrollerna spelades av Cassavetes själv, Peter Falk och Ben Gazzara. En annan studiofilm från 70-talet var Minnie och Moskowitz, en sorts romantisk komedi med Gena Rowlands i huvudrollen och med en liten roll för Cassavetes mor Katherine.

### Oberoende

#### Faces, återvändandet till utgångspunkten

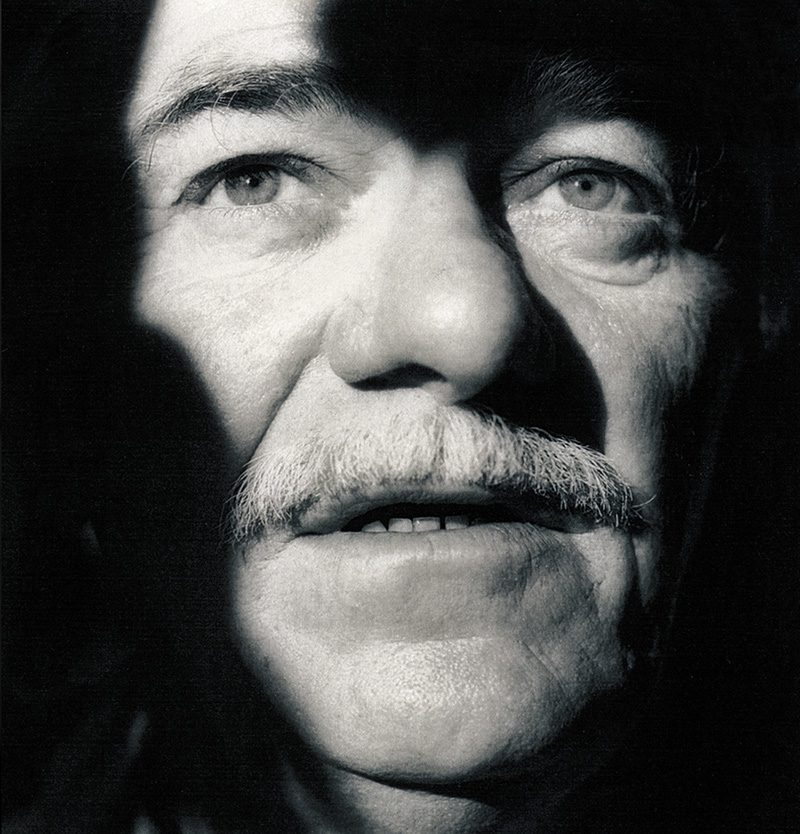
Porträtt av Seymour Cassel av Beth Herzhaft (2006). Seymour Cassel var en trogen vän till John Cassavetes efter hans första steg som regissör med Skuggor på Manhattan, och inkarnerade Chet i Faces och Seymour Moskowitz i Minnie och Moskowitz. Han skulle ofta komma till filmskaparens hjälp genom att hjälpa honom att producera och distribuera sina filmer.

John Cassavetes företog ett återvändande till utgångspunkten: "Jag hade inte gjort någon personlig film sedan Skuggor på Manhattan 1959, vilken var en av de lyckligaste upplevelserna i mitt liv. Minnet av den har aldrig lämnat mig, under all den tid då jag låtsades bli en stor Hollywoodregissör." I slutet av 1964 skrev han Faces först för teatern och beslöt sedan att omforma det till ett filmmanus. Projektet var ambitiöst och omarbetades flera gånger. Det slutgiltiga manuset uppgick till tvåhundrafemtio sidor. Filmen följer ett par i mogen ålder under deras utomäktenskapliga äventyr. Richard ger sig av för att tillbringa natten med en prostituerad medan hans fru, Maria, låter sig underhållas av en förförare på en nattklubb. Regissörens avsikt var att avslöja ytligheten i relationer mellan makar och frånvaron av kommunikation som råder i amerikanska medelklasshushåll. Inspelningen inleddes 1965 efter tre månaders förberedelser, utan extern finansiering. Regissören återvände till hantverksmetoden i Skuggor på Manhattan. Det är inte längre fråga om improvisation, utan alla dialoger var noggrant utarbetade. I gengäld lämnade John Cassavetes fritt för skådespelarna att tolka dem på de sätt som de önskade och fritt att modifiera vissa repliker vid behov. I filmen medverkade skådespelarna John Marley, som hade deltagit i A Pair of Boots, Lynn Carlin som här hade sin första filmroll, Gena Rowlands — som redan hade spelat i regi av sin man i Ett väntande barn — och Seymour Cassel. Ännu mer än i Skuggor på Manhattan, var aktörens framträdande filmens stöttepelare. John Cassavetes tvekade inte att ställa in inspelningen för nya repetitioner. Själva längden på tagningarna ställde sig på skådespelarnas nivå - regissören kunde låta kameran gå ända tills filmrullen kommit till sitt slut.
Inspelningen av Faces tog sex månader och klippningen som följde varade i tre månader. Den gjordes i paret Cassavetes-Rowlands eget hus.. Efter inspelningen inventerades 150 timmar av tagningar. Många tekniska misstag hittades, däribland ett ljudband som nästan måste återskapas från början till slut på grund av otillräcklig inspelningshastighet. John Cassavetes utförde en första klippning med hjälp av unga oerfarna praktikanter. Cassavetes var missnöjd med denna version och överlät arbetet på sin medhjälpare, medproducent och chefsfotograf, Al Ruban. Postproduktionen följde under vilken John Cassavetes tog olika roller i egenskap av skådespelare för att hålla filmen flytande. 
Han spelade också i regi av Roman Polański i Rosemarys baby (1968), tillsammans med Mia Farrow, en skräckfilm som gjorde honom mer känd. John Cassavetes lämnade inget oförstörbart minne på Polański. Enligt honom kunde skådespelaren inte hitta sina markeringar och spelade bara sig själv. Å sin sida betraktade John Cassavetes filmen som kommersiell, "ett verktyg planerat på kommando". När den gavs ut var han i full färd med att klippa Faces. Den tid som han inte tillbringade vid inspelningen av Rosemarys baby ägnade han åt arbetet med sin film tillsammans med Al Ruban. Han gestaltade mer framgångsrikt en liten mordisk kanalje, ett år senare, i The Dirty Dozen (1967) av Robert Aldrich. Filmen var en kommersiell framgång. Hans rollgestaltning belönades med två nomineringar, en till en Oscar och en till en Golden Globe, för denna biroll. 
Faces slutfördes 1968. Filmen nominerades vid Filmfestivalen i Venedig i kategorin bästa film och bästa manliga skådespelare — John Marley vann detta pris. Den nominerades också till tre Oscar. Framgången kom inte utan att framkalla skådespelarfackets ilska. Detta mäktiga fackförbund tillät inte att inspelningen inte hade fått dess godkännande. Dess ordförande Charlton Heston skulle till och med sammankalla skådespelarna för att kräva en avgiftsbetalning som han inte fick.

#### Äkta män, möte med Peter Falk och Ben Gazzara

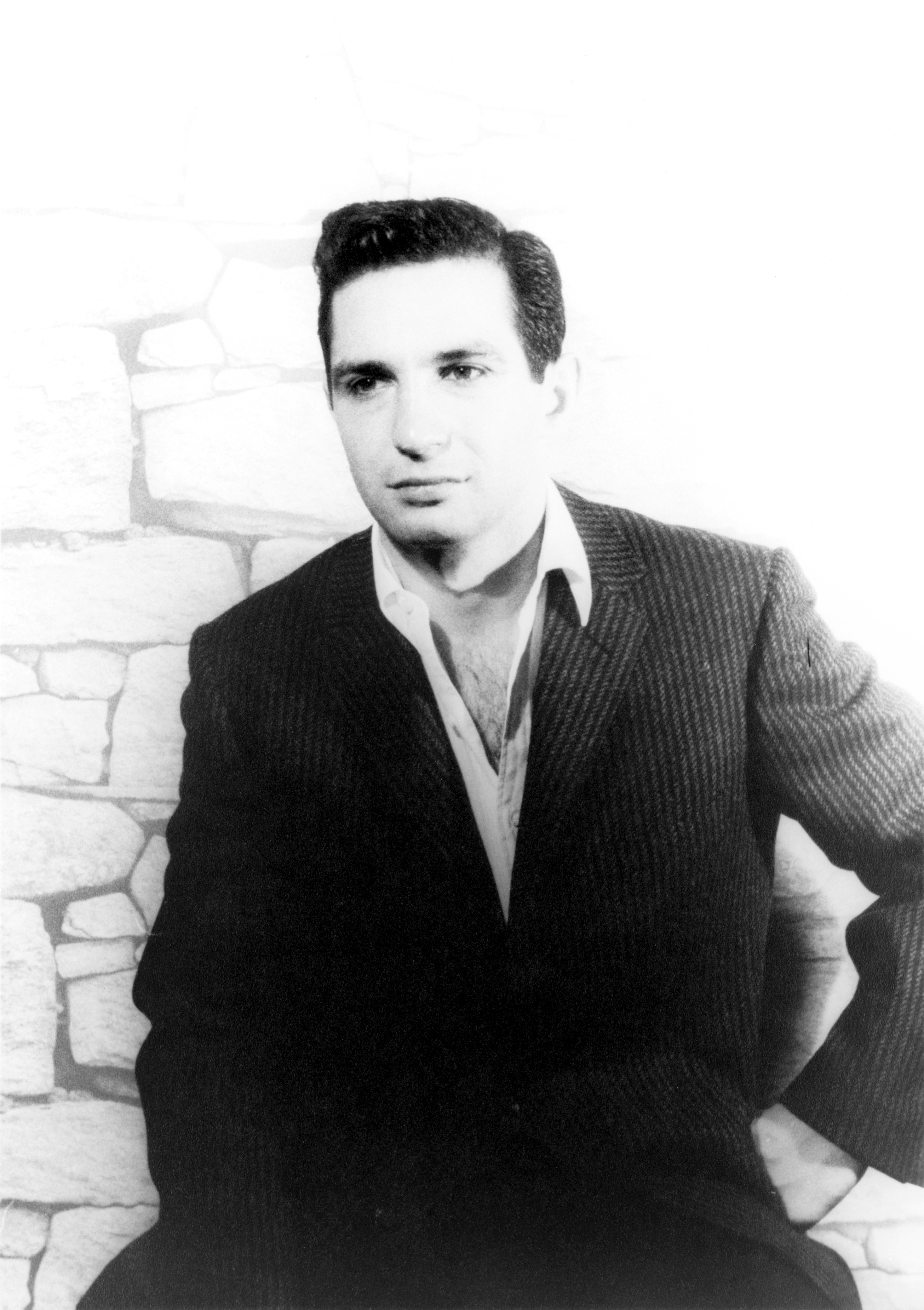
Porträtt av Ben Gazzara av Carl Van Vechten (1953). Skådespelaren blev vän med Cassavetes under inspelningen av Äkta män. Han kom åter att spela i regi av Cassavetes i Mordet på en kinesisk bookmaker och i Premiärkvällen.

Den följande filmen, Äkta män (Husbands), var John Cassavetes första färgfilm. För denna produktion gynnades regissören av viktig finansiering av en italiensk mecenat, Bino Cirogna, en affärsman som beundrade hans arbete och som han träffade i samband med inspelningen av Jakten på Machine Gun McCain av Giuliano Montaldo, i Rom 1968. John Cassavetes spelar där en gudfader i maffian som har kommit ut ur fängelset. Han spelade tillsammans med Peter Falk som han vid samma tillfälle övertygade om att spela med i Äkta män. Han kontaktade därefter Ben Gazzara vars karriär hade korsat hans vid flera tillfällen. Gazzara uppskattade Cassavetes filmer och hade tillfälle att delta. Under en middag på en restaurant i New York talade John Cassavetes med honom om Äkta män och skådespelaren accepterade att spela i filmen. Regissören själv gestaltade en tredje person. Alla tre sammanträffades i Rom, där Ben Gazzara var på inspelning, och inledde repetitionerna.
Inspelningen skedde i London. Tre vänner och familjefäder åker för att göra en eskapad i den brittiska huvudstaden. Långt från sina respektive hem, i en lössläppt miljö, festar de på pubar och förför unga kvinnor. Manuset ändrades på samma gång som produktionen. Regissören omarbetade flera gånger sitt manus. Hans uppmärksamhet vilade fullständigt på skådespelarna. Han överlät tekniken på Victor J. Kemper, fortfarande nybörjare. Med erfarenhet av sin tidigare produktion Faces, överlät han klippningen till Al Ruban. De första visningarna övertygade Columbia som köpte rättigheterna till distribution av filmen. Regissören delade inte denna entusiasm. Till distributörens stora förtret stängde han in sig i ett år för att göra en ny version. Medan den första var en lätt komedi, centrerad på Ben Gazzaras rollfigur, ställer den slutliga versionen alla tre huvudroller på samma nivå och ger filmen en mer dramatisk karaktär. 
År 1970 åkte John Cassavetes till New York i sällskap med Seymour Cassel, för premiären på Äkta män, och föreslog honom sedan att göra en film om äktenskap. Detta ämne hade han inlåtit sig på i Faces och Äkta män. Medan dessa berörde det äktenskapliga livet och dess förvillelser, handlade det nu om att behandla de anledningar som förde samman en man och en kvinna i det samtida USA till giftermål. Han skrev ett manus som skulle bli en komedi för Seymour Cassel och Gena Rowlands. De två aktörerna kom att spela en kärlekshistoria mellan två personer som tänker sig att gifta sig sent. Rollbesättningen omfattade även Gena Rowlands mor som spelade mor till sin dotters rollfigur, samt John Cassavetes mor som spelade modern till Seymour Cassels rollfigur. Universal accepterade att producera filmen med titeln Minnie och Moskowitz men tillät full frihet år regissören. Filmen, som spelades in och redigerades snabbt, kom ut på biograferna 1971.

#### Kring Gena Rowlands
Gena Rowlands skulle efter Minnie och Moskowitz under sin makes regi uttolka tre av sina största roller på bio, för vilka hon mottog många prestigefulla priser. En kvinna under påverkan, Premiärkvällen och Gloria är tillägnade hennes skådespelarkvaliteter. En kvinna under påverkan kom ut 1971. Filmen var självfinansierad och för att få en tillräcklig budget pantsatte John Cassavetes och Gena Rowlands sitt eget hus. Intrigen rör sig runt ett par i amerikansk arbetarklass. Peter Falk spelar en enkel man som arbetar på byggen, svarslös inför den psykiska ohälsa som drabbar hans fru, spelad av Gena Rowlands. Filmen är fullständigt skriven. Inspelningen varade i tretton veckor och utfördes i scenernas kronologiska ordning för att hålla den dramatiska utvecklingen i styr. John Cassavetes tvekade inte att använda långa tagningar för att fånga hela den känslomässiga potentialen i aktörernas spel. Han gjorde många tagningar och varierade synvinklarna för var och en av dem. En viss anspänning rådde på inspelningen. Regissören och hans fru hade långa och ibland stormiga samtal om filmens utveckling. Den avslutades i slutet av år 1972. Regissören som hade känslan att ha en film av stor omfattning var angelägen om att kontrollera distributionen. Al Ruban och Seymour Cassel hjälpte honom kraftigt. Uppgiften var svår och under två år låg En kvinna under påverkan i lådorna.

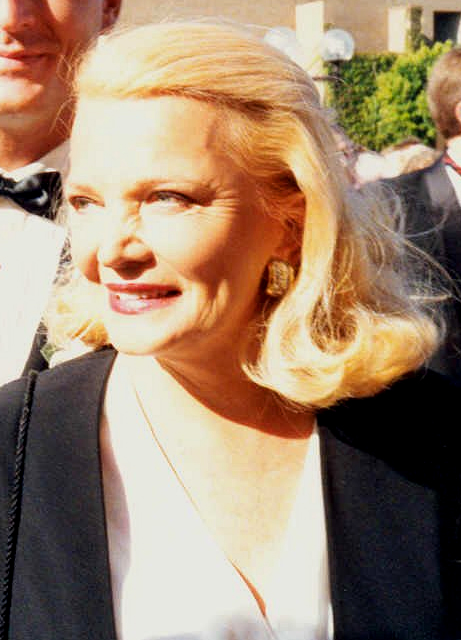
Gena Rowlands av Alan Light (1992). Hon var maka till John Cassavetes och uttolkade i hans regi tre av sina största filmroller.

Filmen kom ut 1974 och var en kommersiell framgång. Den mottog också flera priser. Gena Rowlands framförande i synnerhet hyllades med en oscarnominering och Golden Globe i kategorin bästa kvinnliga skådespelare i dramafilm. 
John Cassavetes övergav en tid det sociala Amerika. Han kontaktade Ben Gazzara som bodde i New York för Mordet på en kinesisk bookmaker (1976), en deckare i allegorisk form om den ständiga kampen som utövas av regissören för att hävda sin skapelse. Trots den erkännande som regissören hade fått från sin tidigare film blev filmen ett fiasko i USA. Distributionen i Europa var lyckligare och tillät regissören att någorlunda få sina utgifter betalda. Han vände sig åter till Ben Gazzara för att ge spela mot Gena Rowlands i Premiärkvällen. Filmen var till stor del självfinansierad efter missräkningen med Mordet på en kinesisk bookmaker. John Cassavetes lånade själv 1,5 miljoner dollar för produktionen. Gena Rowlands spelar en teaterskådespelare som har fått rollen som en kvinna som har sin ungdom bakom sig : The Second Woman. Denna roll tynger teaterskådespelaren. Hon inser att det är så som man framdeles kommer att betrakta henne och hon vägrar godta det. Cassavetes stil mjuknade. Närbildstagningarna var mer sällsynta och filmen gav mer plats åt helbilder. Cassavetes införde också markeringar för skådespelarna på inrådan av chefsfotografen Al Ruban. Gena Rowlands tolkning belönades än en gång med en silverbjörn vid filmfestivalen i Berlin. Trots detta hittade filmen ingen kommersiell distribution och befanns vara en ekonomisk förlust. 
Premiärkvällen behandlar skådespeleri och skådespelarens yrke. Gena Rowlands har än en gång huvudrollen, med Cassavetes och Ben Gazzara i andra ledande roller. Filmen handlar om en åldrande skådespelare som genomlever en personlig kris. Enligt Laurence Gavron hade Cassavetes arbetat med manuset i flera år och var ständigt upptagen av ämnet. Filmen blev en ekonomisk katastrof som kostade över 1 1/2 miljoner dollar i lånade pengar och tog mer än ett år att göra. 
Regissören gjorde då ett undantag från sin förhållningslinje gentemot studiorna. Han skrev, på befallning från MGM, manus till Gloria. Det var slutligen Columbia som förvärvade manuset och bad honom regissera filmen. John Cassavetes accepterade erbjudanet för att bli flytande igen efter de två motgångar efter varandra som han just hade utstått. Det var därför som han gärna benämnde Gloria en "tillfällighet". Filmen frångår verkligen regissörens register. Hela arbetet var planlagt, vilket inte tillhörde hans vanor. I vanliga fall fluktuerade manuset i samband med filmens utveckling och tagningarna bestämdes i sista stund. Filmen innehöll också en del spänning och action. Det intima registret begränsades till relationen mellan den person som spelas av Gena Rowlands och det barn som hon försöker rädda ur klorna på gangstrar. John Cassavetes fick en återupptagen framgång. Verket belönades med ett guldlejon vid filmfestivalen i Venedig 1980. 
Cassavetes fortsatte att arbeta under 1980-talet, även om hans personliga alkoholproblem började påverka honom. Gloria (1980) är en mer konventionell thriller med Rowlands i huvudrollen.

### Sista skapelser: Mellan teater och film
Det var kort före utgivningen av Gloria, i november 1980, som regissören återvände till teatern, denna gång lika mycket som författare som regissör. Hans första pjäs hade titeln East/West Games. Han regisserade sin son Nick Cassavetes och skådespelaren Sandy Martin. Nick Cassavetes spelade i pjäsen en författare som redigerar ett manus för Hollywood och som måste möta studiornas krav. 

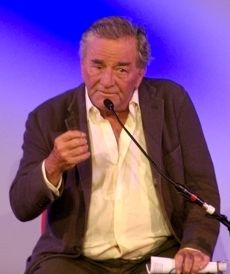
Peter Falk av John Turner (2007). Skådespelaren som blev känd för att spela inspektör Columbo spelade flera gånger i regi av John Cassavetes (Äkta män, En kvinna under påverkan) som han hyste en viss beundran för, och krävde att han skulle ta över efter Andrew Bergman som regissör för Big Trouble.

John Cassavetes regisserade därefter tre andra pjäser som bildade en trilogi betitlad Three Plays of Love and Hate (Tre pjäser om kärlek och hat). De spelades alternerande från maj till juni 1981 på California Center Theatre i Los Angeles. Den första av dem var Knives, en historia om ett mord i skådespelets miljö. Peter Falk spelade huvudrollen. De två andra var av den kanadensiska författaren Ted Allan : The Third Day Comes (med Nick Cassavetes och Gena Rowlands) och Love Streams (Kärleksströmmar , med Gena Rowlands och Jon Voight). John Cassavetes teaterregi tycks inte ha skilt sig mycket från hans filmregi. Han antog ett liknande förhållningssätt till skådespelarna.
Efter att ha åtagit sig en roll i Stormen av Paul Mazursky tillsammans med Gena Rowlands och Susan Sarandon, efter en pjäs av Shakespeare, återtog John Cassavetes Kärleksströmmar 1984 och anpassade den för filmen. Han tolkade själv den roll som inledningsvis gjordes av Jon Voight, som frånträdde den. Filmen producerades av ett produktionsbolag som var specialiserat på actionfilmer, Cannon, och spelades in på 11 veckor. Förhållandena till producenterna var inte särskilt hjärtliga. Producenten Menahem Golan hade inte mycket vana vid auteurfilm, men han lämnade sista ordet åt regissören, som inte underlät att utnyttja det. Kärleksströmmar kombinerade ett antal teman från hans tidigare filmer: känslomässig isolering (Premiärkvällen, Too Late Blues), avledning genom festande (Äkta män), äktenskapligt sammanbrott (Faces) ... I Kärleksströmmar spelade paret Cassavetes och Rowlands huvudrollerna som bror och syster. Vid denna tid började regissörens hälsa försämras allvarligt. Han utvecklade en vana vid alkohol som gränsade till skrumplever. Alkoholbruket var en vana som för övrigt kan ses avspeglas i hans filmer, och som underminerade John Cassavetes i slutet av hans liv. Han var sjuk när han tog över från Andrew Bergman med att regissera Big Trouble (1985), på begäran från dess huvudrollsinnehavare, Peter Falk. Denna komedi som han tog över vid slutet var ingen god erfarenhet, men kom att bli hans sista film. Big Trouble var ett sistaminutenprojekt som Cassavetes tog över när en vän till honom hoppade av. Enligt Cassavetes själv blev filmen en "katastrof". Han var vid det laget redan sjuk och blev mycket nedslagen över att det skulle bli hans sista film. 
I maj 1987, satte han upp en teaterpjäs som han hade skrivit : A Woman of Mystery. Från början tänkte sig John Cassavetes att göra den till en film, men efter påtryckningar från sina anhöriga som inte ville se honom trötta ut sig, böjde han sig för scenen. Historien utspelas i tre akter: en hemlös (Gena Rowlands) träffar och återträffar personer i känslomässig smärta samt figurer från sitt förflutna. Pjäsen framfördes femton dagar vid Court Theatre i West Hollywood, en liten salong med ett sextiotal platser. Han började sedan skriva flera manus , däribland Beguin the Beguine för Ben Gazzara, en uppföljare till Gloria och reviderade manuset till She's So Lovely för Sean Penn som slutligen regisserades av hans son, Nick Cassavetes, tio år senare. I februari 1989 avled han vid 59 års ålder i sviterna av sin skrumplever.
Cassavetes hade en överväldigande och engagerad personlighet. Han tyckte om att göra filmer, och offrade sina kollegor och sig själv för skapandet. Hans intensiva ansträngning fick ett pris. Han var länge alkoholist och dog av skrumplever 1989 vid 59 års ålder. Hans fru Rowlands har fortsatt som skådespelare. Hans son Nick Cassavetes följde i faderns fotspår som skådespelare och regissör.
Cassavetes var vän och mentor till regissören Martin Scorsese, som samarbetade med honom på filmen Minnie and Moskowitz och utvecklade idén bakom Mordet på en kinesisk bookmaker tillsammans med Cassavetes.

## Improvisationens roll
Enligt Gena Rowlands har improvisationens roll i Cassavetes filmer ofta blivit missförstådd. Även om Cassavetes tillät och till och med uppmuntrade sina skådespelare att improvisera under filmningen var enligt henne endast sällan hela scener filmade medan de improviserades. Snarare improviserade skådespelarna efter Cassavetes manus under repetitioner, och Cassavetes skev sedan om scener baserade på improvisationerna.

## Filmografi (urval)

### Som regissör
- 1959 – Skuggor på Manhattan
- 1961 – Too Late Blues
- 1963 – Ett väntande barn
- 1968 – Faces
- 1970 – Äkta män
- 1971 – Minnie och Moskowitz
- 1974 – En kvinna under påverkan
- 1976 – Mordet på en kinesisk bookmaker
- 1977 – Premiärkvällen
- 1980 – Gloria
- 1984 – Kärleksströmmar
- 1986 – Försäkringstrubbel

### Som skådespelare
- 1951 – 14 timmar (ej krediterad)
- 1956 – Brott på gatan
- 1957 – Ingen undkommer
- 1958 – En kula för mycket
- 1959 – Skuggor på Manhattan (ej krediterad)
- 1959–1960 – Johnny Staccato (TV-serie) (27 avsnitt)
- 1961 – Too Late Blues (ej krediterad)
- 1963 – Ett väntande barn (ej krediterad)
- 1964 – Bödlarna
- 1967 – 12 fördömda män
- 1968 – Rosemarys baby
- 1969 – Jakten på Machine Gun McCain
- 1969 – Om det är tisdag - då måste detta vara Belgien
- 1970 – Äkta män
- 1971 – Minnie och Moskowitz (ej krediterad)
- 1975 – Capone
- 1976 – En prickskytt i mängden
- 1976 – Mikey and Nicky
- 1977 – Hjältar (ej krediterad)
- 1977 – Premiärkvällen
- 1978 – Mardrömsjakten
- 1978 – Jakten på nazistguldet
- 1981 – Är det inte mitt liv kanske!
- 1982 – Demonen
- 1982 – Stormen
- 1984 – Kärleksströmmar